# Brażeniec
Brażyńce, wieś w rejonie korosteszowskim obwodu żytomierski.